# Рубан, Владимир Николаевич
Владимир Николаевич Рубан — украинский журналист. Один из основателей информагентства УНИАН (1993), газеты «День» (1996), «Всеукраинских ведомостей» (ВВ) (1997), «Газеты по-украински», журнала «Страна», сайта gazeta.ua.

## Биография
Работал в газетах «Молодежь Украины», «Советская Украина». Был главным редактором «Вечернего Киева».
Был собственным корреспондентом газет «Московские новости», «Независимая газета» в Украине.
С 1993 года — один из основателей и главный редактор информационного агентства УНИАН (Украинское независимое информационное агентство новостей).
В 1996-м основал и год был главным редактором газеты «День».
В 1997—1998 был главным редактором газеты «Всеукраинские ведомости». После того его партнёр по этому изданию Александр Швец создал «Факты и комментарии», а Владимир Рубан — ежедневную «Газету по-украински». Через год на её базе появился новостной сайт gazeta.ua, а в 2008 году редакция начала издавать общественно-политический еженедельник «Страна».
По данным счётчиков bigmir)net и LiveInternet.ru, в течение 2013—2016 годов gazeta.ua находилась в основном в конце первой десятки среди новостных ресурсов Украины.
26 декабря 2000 года трудовой коллектив газеты «Вечерний Киев» выбрал Владимира Рубана главным редактором.
В 2001 году Рубан руководил департаментом средств массовой информации избирательного блока «Наша Украина».